# Zimbabwe na Mistrzostwach Świata w Lekkoatletyce 2013
Zimbabwe na Mistrzostwach Świata w Lekkoatletyce 2013 – reprezentacja Zimbabwe podczas czempionatu w Moskwie liczyła 2 zawodników.
W składzie reprezentacji nie znalazł się brązowy medalista ubiegłej edycji mistrzostw świata, Ngonidzashe Makusha, który nie uzyskał minimum kwalifikacyjnego.

## Występy reprezentantów Zimbabwe
| Konkurencja            | Zawodnik          | Runda 1  | Runda 1 | Półfinał | Półfinał | Finał    | Finał   |
| Konkurencja            | Zawodnik          | Rezultat | Pozycja | Rezultat | Pozycja  | Rezultat | Pozycja |
| ---------------------- | ----------------- | -------- | ------- | -------- | -------- | -------- | ------- |
| Bieg na 100 m mężczyzn | Gabriel Mvumvure  | 10,28    | 29. Q   | 10,21    | 19.      | NQ       | NQ      |
| Maraton mężczyzn       | Cephas Pasipamiri | —        | —       | —        | —        | DNS      | DNS     |